# Adam Sikora (1846–1910)
Adam Sikora (ur. 21 grudnia 1846 w Żukowie Górnym, zm. 26 lipca 1910 w Budapeszcie) – polski działacz społeczny, filantrop, fundator parku w Cieszynie.

## Życiorys
Był synem poety urodzonego w Jabłonkowie Adama Sikory. Absolwent gimnazjum w Cieszynie, pracował jako księgarz, a później księgowy w Towarzystwie Oszczędności i Zaliczek. Należał m.in. do Macierzy Szkolnej dla Księstwa Cieszyńskiego oraz Czytelni Polskiej.
Był jednym ze współzałożycieli regionalnego koła Polskiego Towarzystwa Gimnastycznego „Sokół” w Cieszynie. 24 października 1891 roku uczestniczył w pierwszym walnym zebraniu Towarzystwa Gimnastycznego „Sokół” w Cieszynie, którego został skarbnikiem .
W 1909 wydał oszczędności swojego życia (15000 koron) na zakup ziemi na granicy Cieszyna i Sibicy. Przeznaczył ją polskim organizacjom młodzieżowym do urządzania imprez oraz Macierzy na „ogródek jordanowski”. W ten sposób powstał park nazwany imieniem Sikory. Sam fundator nie doczekał otwarcia parku, bowiem zmarł nagle w Budapeszcie w 1910 roku i tam został pochowany. Był człowiekiem wyjątkowo skromnym, nigdy nie zabiegał o  zaszczyty i  honory. Był na to za szlachetny i za wielki. Jego dewizą, którą często powtarzał, były słowa: „u nas trzeba więcej pracować, a mniej mówić.”

## Upamiętnienie
W 1936 Adamowi Sikorze poświęcono obelisk (zniszczony przez niemieckich okupantów), a w 1989 roku, w 80. rocznicę powstania Parku, koło Polskiego Związku Kulturalno-Oświatowego w Czeskim Cieszynie ufundowało tablicę pamiątkową poświęconą Adamowi Sikorze.